# ليمان وين
ليمان وين (بالإنجليزية: Lyman Wynne)‏ هو أستاذ جامعي وطبيب نفسي وعالم نفس أمريكي، ولد في 17 سبتمبر 1923 في ليك بينتون في الولايات المتحدة، وتوفي في 17 يناير 2007 في بيثيسدا في الولايات المتحدة.